# 알린 조슬린

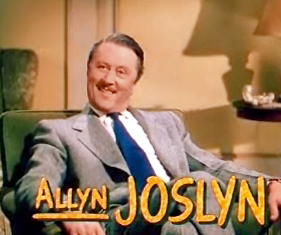

알린 조슬린(Allyn Joslyn, 1901년 7월 21일 ~ 1981년 1월 21일)은 미국의 연극 배우, 영화배우, 텔레비전 배우이다.
우들랜드힐스에서 사망하였다. 포리스트 론 메모리얼 파크에 매장되었다.

## 영화
- 디즈니랜드 (1954년) - 미스터 풀러 역
- 백야의 탈출 (1953년)
- 아이 러브 멜빈 (1953년)
- 타이타닉의 최후 (1953년)
- 재즈 싱어 (1952년)
- 문라이징 (1948년)
- 쇼킹 미스 필그림 (1947년)
- 스릴 오브 브라질 (1946년)
- 임모탈 서전트 (1943년)
- 천국은 기다려준다 (1943년)
- 마이 시스터 에일린 (1942년)
- 베드타임 스토리 (1941년)
- 사랑이라 불리는 것 (1940년)
- 이프 아이 해드 마이 웨이 (1940년)
- 스프링 퍼레이드 (1940년)
- 위대한 맥긴티 (1940년)
- 천사만이 날개를 가졌다 (1939년)
- 스윗하츠 (1938년)
- 데이 원트 포겟 (1937년) - 윌리엄 A. 빌 브락 역